# Campeonato Africano das Nações de 1976
O Campeonato Africano das Nações de 1976 foi a 10ª edição do Campeonato Africano das Nações. A fase final do torneio foi disputada na Etiópia, disputada por 8 selecções. Mas com mudanças na fase final. As 8 equipas foram divididas em dois grupos de quatro, mas uma etapa final foi introduzida com as duas primeiras classificadas de cada um dos grupos primeira fase disputarem um jogo entre si. Marrocos venceu seu primeiro campeonato.

## Primeira fase

### Grupo A
| Equipa  | Pts | J | V | E | D | GM | GS |    |
| ------- | --- | - | - | - | - | -- | -- | -- |
| Guiné   | 5   | 3 | 2 | 1 | 0 | 5  | 3  | +2 |
| Egito   | 4   | 3 | 1 | 2 | 0 | 4  | 3  | +1 |
| Etiópia | 3   | 3 | 1 | 1 | 1 | 4  | 3  | +1 |
| Uganda  | 0   | 3 | 0 | 0 | 3 | 2  | 6  | -4 |

| Equipa 1 | Resultado | Equipa 2 |
| -------- | --------- | -------- |
| Etiópia  | 2 - 0     | Uganda   |
| Guiné    | 1 - 1     | Egito    |
| Uganda   | 1 - 2     | Egito    |
| Etiópia  | 1 - 2     | Guiné    |
| Uganda   | 1 - 2     | Guiné    |
| Etiópia  | 1 - 1     | Egipto   |

### Grupo B
| Equipa   | Pts | J | V | E | D | GM | GS |    |
| -------- | --- | - | - | - | - | -- | -- | -- |
| Marrocos | 5   | 3 | 2 | 1 | 0 | 6  | 3  | +3 |
| Nigéria  | 4   | 3 | 2 | 0 | 1 | 6  | 5  | +1 |
| Sudão    | 2   | 3 | 0 | 2 | 1 | 3  | 4  | -1 |
| Zaire    | 1   | 3 | 0 | 1 | 2 | 3  | 6  | -3 |

| Equipa 1 | Resultado | Equipa 2 |
| -------- | --------- | -------- |
| Zaire    | 2 - 4     | Nigéria  |
| Marrocos | 2 - 2     | Sudão    |
| Nigéria  | 1 - 0     | Sudão    |
| Zaire    | 0 - 1     | Marrocos |
| Nigéria  | 1 - 3     | Marrocos |
| Zaire    | 1 - 1     | Sudão    |

## Fase final
| Equipa   | Pts | J | V | E | D | GM | GS |    |
| -------- | --- | - | - | - | - | -- | -- | -- |
| Marrocos | 5   | 3 | 2 | 1 | 0 | 5  | 3  | +2 |
| Guiné    | 4   | 3 | 1 | 2 | 0 | 6  | 4  | +2 |
| Nigéria  | 3   | 3 | 1 | 1 | 1 | 5  | 5  | 0  |
| Egipto   | 0   | 3 | 0 | 0 | 3 | 5  | 9  | -4 |

| Equipa 1 | Resultado | Equipa 2 |
| -------- | --------- | -------- |
| Guiné    | 1 - 1     | Nigéria  |
| Marrocos | 2 - 1     | Egito    |
| Marrocos | 2 - 1     | Nigéria  |
| Guiné    | 4 - 2     | Egito    |
| Egipto   | 2 - 3     | Nigéria  |
| Marrocos | 1 - 1     | Guiné    |

## Campeão
| Campeonato Africano das Nações de 1976 |
| -------------------------------------- |
| MARROCOS Campeão (1º título)           |